# Coussapoa orthoneura
Coussapoa orthoneura är en nässelväxtart som beskrevs av Paul Carpenter Standley. Coussapoa orthoneura ingår i släktet Coussapoa och familjen nässelväxter. Inga underarter finns listade i Catalogue of Life.